# Liste der Monuments historiques in Villette-sur-Ain
Die Liste der Monuments historiques in Villette-sur-Ain führt die Monuments historiques in der französischen Gemeinde Villette-sur-Ain auf.

## Liste der Bauwerke
| Bezeichnung       | Beschreibung              | Standort | Kennzeichnung | Schutzstatus | Datum | Bild           |
| ----------------- | ------------------------- | -------- | ------------- | ------------ | ----- | -------------- |
| Schloss Richemont | Erbaut im 13. Jahrhundert | (Lage)   | PA00116596    | Inscrit      | 1927  | weitere Bilder |
| Kirche St-Martin  | Erbaut im 12. Jahrhundert | (Lage)   | PA00116618    | Inscrit      | 1992  | weitere Bilder |

## Liste der Objekte
- Monuments historiques (Objekte) in Villette-sur-Ain in der Base Palissy des französischen Kultusministeriums